# Gromada Antoniów
Gromada Antoniów war eine Verwaltungseinheit in der Volksrepublik Polen zwischen 1954 und 1972. Verwaltet wurde die Gromada vom Gromadzka Rada Narodowa, dessen Sitz sich in Antoniów befand und der aus 16 Mitgliedern bestand.

Die Gromada Antoniów gehörte zum Powiat Tarnobrzeski in der Woiwodschaft Rzeszów (1945–1975). Sie wurde gebildet aus den bisherigen Gromadas Antoniów, Pniów und Orzechów aus der aufgelösten Gmina Radomyśl nad Sanem.
Am 30. Juni 1960 wurde die aufgelöste Gromada Chwałowice in die Gromada Antoniów eingegliedert.
Die Gromada Antoniów bestand bis zum 1. Januar 1973.